# Juan Joya

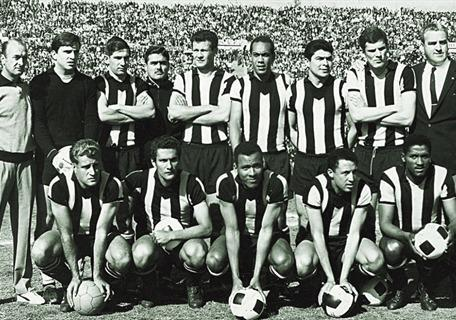
O time de 1965 do Peñarol. Joya é o último agachado, da esquerda para a direita.

Juan Joya Cordero (25 de fevereiro de 1934 – 29 de março de 2007) foi um futebolista peruano, considerado um dos maiores já surgidos em seu país. Atuava como ponteiro.
É considerado um dos grandes nomes da história do Peñarol, lembrado pela grande dupla que fizera com Alberto Spencer, a quem costumava limpar as jogadas e passar a bola para a conclusão certeira do equatoriano. Ainda assim, Joya também marcou bom número de gols, tendo feito 56 em 132 jogos pela equipe uruaguaia.

## Carreira

### No Peru
Joya começou a carreira em 1954, no Alianza Lima, faturando no mesmo ano e no seguinte o campeonato peruano. Sagrou-se ainda artilheiro do campeonato em 1958, integrando a Seleção Peruana desde o ano anterior, em que fez disputou o Sul-Americano de 1957.
Após uma boa participação no Campeonato Sul-Americano de Futebol de 1959 realizado na Argentina - Joya marcou dois gols em vitória sobre o Uruguai e o Peru ficou em uma razoável quarta colocação -, ele chamou a atenção do país sede, indo no ano seguinte jogar no River Plate, o que na época significou o fim de suas convocações pelo Peru. Os dois gols que fez sobre os uruguaios seriam justamente os dois únicos por seu país, pelo qual realizou apenas nove partidas.

### Peñarol
Ficaria, todavia, apenas um ano nos millonarios. Em 1961, atravessou o Rio da Prata para jogar no Peñarol. Participou ativamente do momento mais glorioso da história carbonera, formando linha ofensiva com José Sasía, Luis Cubilla e Alberto Spencer que posteriormente receberia também Pedro Rocha. Já em 1961, Joya faturou como aurinegro o campeonato uruguaio, a Taça Libertadores da América e a Copa Intercontinental. Neste último, desempenhou grande papel no jogo de volta, em Montevidéu, contra o Benfica (que vencera previamente em Lisboa por 1 x 0). Joya marcou duas vezes na goleada manya por 5 x 1 sobre o time de Eusébio e Coluna.
No ano seguinte, além de novo título uruguaio, Joya esteve perto de novo título na Libertadores - seria o terceiro seguido do Peñarol -, mas o Santos de Pelé levou a melhor na decisão. No decorrer da década, somou mais troféus: venceu a liga uruguaia também em 1964, 1965, 1967 e 1968.[carece de fontes?] Voltou duas vezes à final da Libertadores. Na de 1965, o oponente foi o Independiente. Após duas vitórias para cada lado, ambos decidiram o troféu em campo neutro. Apesar de favorito, o Peñarol, que na semifinal conseguira uma revanche sobre o Santos, sofreu três gols, com Joya descontando ainda no primeiro tempo, dando esperanças de uma reação para a etapa final. Todavia, os argentinos levaram a taça, marcando mais um gol.
No ano seguinte, o Peñarol voltou a decisão contra argentinos, desta vez os do River Plate. O troféu voltaria ao clube após eletrizante finalíssima, com vitória por 4 x 2 após derrota parcial por 0 x 2. Joya marcou um dos gols da vitória em Montevidéu, no primeiro jogo da decisão contra sua ex-equipe. No mesmo ano, integrou o elenco que venceu a Intercontinental sobre o Real Madrid de Ferenc Puskás em pleno Santiago Bernabéu.

### Final
Apesar de todo o seu sucesso no Peñarol, Joya acabou deixado de fora da Seleção Peruana naquela época, em que as seleções sul-americanas não convocavam atletas que atuassem no exterior. No período, chegou a defender uma vez a própria Seleção Uruguaia, em amistoso de 1965. Voltou ao Peru em 1970, já aos 36 anos e longe de convencer o técnico Didi a incluí-lo no plantel que foi ao México disputar a Copa do Mundo de 1970. Joya aposentou-se naquele mesmo ano, como jogador do Juan Aurich.

## Morte
Joya faleceu em março de 2007, aos 73 anos, em sua Lima natal. Curiosamente, seu ex-companheiro Spencer - outro cujo sucesso no exterior o privou de sua seleção natal, e que também chegou a defender o Uruguai[carece de fontes?] - morrera apenas quatro meses antes, o que inspirou uma música de Rubén Rada (grande expoente da música negra uruguaia), que lhes dedicou Un candombe ecuaperuano.